# Substitut du lait maternel

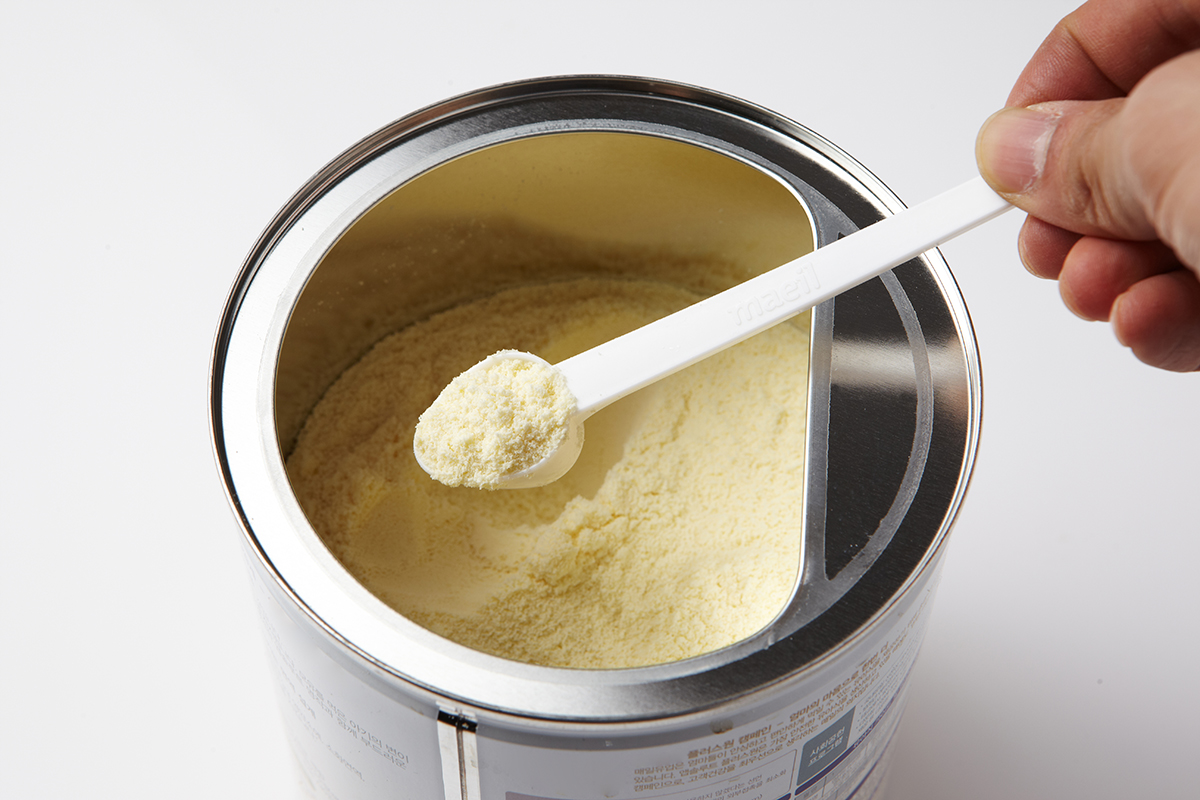
Lait artificiel

Un substitut du lait maternel, plus communément appelé lait artificiel, lait maternisé, préparation infantile, ou encore préparation pour nourrisson, désigne « tout aliment commercialisé ou présenté de toute autre manière comme produit de remplacement partiel ou total du lait maternel, qu’il convienne ou non à cet usage » (OMS 1981). Le premier substitut du lait maternel a été créé en 1865 par Justus von Liebig. La plupart des substituts du lait maternel sont aujourd'hui à base de lait de vache. Il existe des boissons pour nourrisson à base de riz ou de soja.
Les fabricants déclarent que les préparations pour nourrissons sont conçues pour s'inspirer approximativement du lait de la mère environ un à trois mois après l'accouchement ; cependant, il existe des différences significatives dans la teneur en nutriments de ces produits. Les préparations pour nourrissons les plus couramment utilisées contiennent du lait de vache purifié,, du lactosérum et de la caséine comme source de protéines, un mélange d'huiles végétales comme source de matières grasses, du lactose comme source d'hydrates de carbone, un mélange de vitamines et de minéraux, et d'autres ingrédients selon le fabricant. Les préparations modernes pour nourrissons contiennent également des oligosaccharides du lait maternel, qui sont bénéfiques pour le développement immunitaire et un microbiote intestinal sain chez les nourrissons. En outre, il existe des préparations pour nourrissons qui utilisent le soja comme source de protéines au lieu du lait de vache (principalement aux États-Unis et au Royaume-Uni) et des préparations qui utilisent des protéines hydrolysées en leurs acides aminés constitutifs pour les nourrissons qui sont allergiques à d'autres protéines. La diminution de l'allaitement maternel dans de nombreux pays s'est accompagnée d'un recul de l'âge moyen d'introduction des préparations pour nourrissons (y compris le lait de vache), entraînant une augmentation de l'utilisation des préparations pour nourrissons entre 3 et 12 mois,,.
L'utilisation de préparations pour nourrissons dans les pays économiquement moins développés est associée à des résultats sanitaires moins bons en raison de la prévalence de conditions de préparation insalubres, y compris le manque d'eau propre et d'équipement de désinfection,.
Un rapport de l'Organisation mondiale de la santé (OMS) publié en 2001 indique que les aliments pour bébés préparés conformément aux normes applicables du Codex Alimentarius constituent un aliment complémentaire sûr et un substitut adéquat au lait maternel.

## Histoire
Tout au long de l'histoire, les mères qui n'ont pas pu allaiter leurs bébés les ont confiés à une nourrice à domicile pour les familles les plus aisées ou les ont envoyé chez des nourrices à la campagne pour les classes sociales moins favorisées. Moins fréquemment, elles donnaient aux nourrissons des laits artificiels préparés par elles-mêmes, le plus souvent à base de lait cru mal conservé, ce qui provoquait la mort de nombreux bébés.
Le développement de la pasteurisation, du biberon muni d'une tétine en caoutchouc, le travail des femmes exercé de plus en plus en dehors du cadre familial et l'évolution des mentalités ont amené progressivement au cours du XIXe siècle à employer de préférence ces laits artificiels à base de lait d'animal, de farine de céréales et de sucre. Ces préparations étaient encore mal formulées, entraînant des infections gastro-intestinales et des déshydratations aiguës ou toxicoses.
Professeur de chimie, Justus von Liebig imagine un substitut de lait maternel pour deux de ses petits-enfants qui ne sont pas allaités naturellement. Analysant la composition chimique du lait humain et du lait de vache, il crée en 1865 le premier « lait artificiel pour nourrisson », mélange à partir de farine de blé, d'extrait de malt et de bicarbonate de potasse devant être délayé dans de l'eau et du lait de vache écrémé. Dès 1866, Henri Nestlé conçoit une farine lactée sur le même principe que Justus von Liebig et la commercialise en 1867 avec plus de succès que son prédécesseur, succès à l'origine du groupe d'industrie agroalimentaire Nestlé.

## Recommandations de l'OMS
L'Organisation mondiale de la santé (OMS) recommande l'allaitement exclusif au sein les six premiers mois et une diversification de l'alimentation avec poursuite de l'allaitement jusqu'à deux ans ou plus. Le lait infantile, fabriqué en conformité avec les règles sanitaires du Codex Alimentarius, est ensuite décrit comme substitut adéquat au lait maternel, en complément de l'alimentation solide.

## Intérêts et limites

### Intérêts
La composition des substituts du lait maternel a évolué avec l’apport d'études scientifiques pour se rapprocher au mieux des besoins spécifiques en protéines et lipides. La teneur en protéines a ainsi été réduite à 10 g/L. Cette source protéique peut être constituée par des protéines du lait de vache (PLV), des protéines de soja (PS) ou des protéines partiellement hydrolysées, issues de différents produits azotés. Le rapport caséine / protéines solubles ne devrait pas être trop élevée : une richesse en caséine augmente la constipation, alors que les substituts plus riches en protéines solubles se rapprochent de la composition du lait maternel. Le lait devrait être débarrassé de ses graisses saturées d’origine au profit de graisses végétales non hydrogénées apportant notamment de l’acide linoléique (oméga-6) et de l’acide alpha-linolénique (oméga-3). Le rapport de ces acides gras essentiels (oméga-3 et oméga-6) devrait être le plus bas possible.
Certains substituts du lait maternel proposent des protéines transformées par hydrolyse visant à réduire leur pouvoir allergénique, cependant l'efficacité de ces substituts hypoallergéniques n'est pas démontrée.
Par ailleurs, il existe un consensus scientifique sur la qualité des laits infantiles à base de soja.  

### Limites
Les composants de certains laits artificiels sont controversés :
- les préparations riches en fer seraient moins bonnes pour le cerveau de l'enfant à long terme[22] ;
- la teneur en aluminium de certains substituts du lait maternel pourrait être nocive[23],[24],[25],[26],[27],[28],[29],[30],[31] ;
- l'huile de palme, présente dans quasiment toutes les préparations infantiles, pose des problèmes écologiques. On peut s'en passer dans les préparations infantiles mais à un coût plus important et une plus grande difficulté. Si l'huile de palme peut provoquer des maladies cardio-vasculaires chez l'adulte, elle semble en revanche sans danger pour le nourrisson[32].

Par ailleurs, une utilisation prolongée de substitut du lait maternel augmenterait le risque de leucémie aiguë lymphoblastique, un cancer des cellules de la moelle osseuse.

## Préparation de suite
Le lait utilisé de l'âge de six mois à deux ans est aussi appelé « préparation de suite » (en anglais : « follow-on formula »).

## Influence
Un corpus de publications d'experts internationaux publié en 2023 dans la revue médicale The Lancet pointe l'influence exercée par les industriels fabricant les substituts au lait maternel et leurs « stratégies de marketing sournoises, conçues pour tirer parti des peurs et des inquiétudes des parents dans une période où ils sont vulnérables, afin de faire de l’alimentation des jeunes enfants un business à plusieurs milliards de dollars [...] Les fabricants ont engrangé un immense pouvoir économique qu’ils déploient au niveau politique pour assurer une sous-réglementation du secteur tout en limitant les ressources accordées aux services qui œuvrent en faveur de l’allaitement maternel. ». Ces industriels auraient investi 3,5 milliards de dollars par an entre 1978 et 2019 dans cette stratégie d'influence, permettant au chiffre d'affaires de cette activité de croître de 1,5 milliard de dollars à 55 milliards sur la même période.